# Silvio Danini
Silvio (Amvrosievich) Danini (en ocasiones, también escrito Dagnini) (Jarkóv, 19 de junio de 1867-Leningrado, 11 de enero de 1942) fue un arquitecto ruso, de ascendencia italiana, conocido por ser arquitecto de corte de Nicolás II de Rusia.

## Biografía

### Infancia y formación
Nacido en Jarkóv, por entonces ciudad situada en el Imperio ruso, era hijo del célebre tenor y pedagogo Ambrosio Dagnini, nacido en Mantua, y de su esposa Emilia Quentin de Roumarais, de origen francés. Fue el cuarto de los hijos del matrimonio tras un hermano primogénito y dos hermanas. Su padre murió cuando contaba con tan solo cinco años de edad. 
Comenzó su formación académica en 1879, cuando se traslada a Poltava con su madre y sus hermanos, ingresando en el instituto local. Finalizó sus estudios secundarios en 1886 con excelentes resultados. Posteriormente ingresó en la escuela de arquitectura de la Academia Imperial de Bellas Artes. Obtuvo la nacionalidad rusa en 1889. Tres años después, en 1892 obtuvo el título de arquitecto de primera clase.

#### Carrera profesional

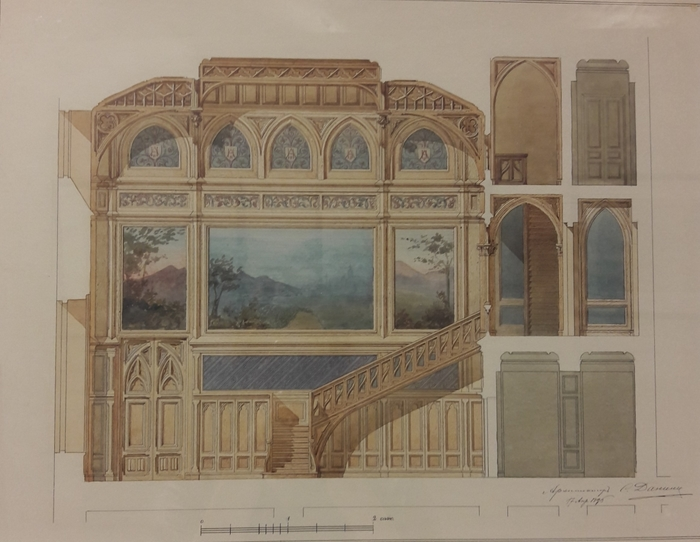
Proyecto no realizado en estilo neogótico para el nuevo estudio de Nicolás II en el palacio de Alejandro por Silvio Danini, c. 1902

Empezó a trabajar como ayudante del arquitecto Alejandro Krasovsky. Esta colaboración fue sumamente importante para el joven Danini, ya que Krasovsky se encargaría de distintas restauraciones y reformas de modernización en el Palacio de Invierno, incluyendo la redecoración del apartamento privado para el recién sucedido zar, Nicolás II y su esposa, Alexandra Feodorovna. En 1896, Danini realiza distintas reformas encargadas por la joven pareja imperial en el Palacio de Alejandro, en la localidad de Tsarkoye Selo, cercana a San Petersburgo. Entre las reformas se incluye el famoso balcón, situado alrededor del ángulo izquierdo del palacio. En este mismo año fue nombrado arquitecto de la administración de palacio de Tsarkoye Selo. Con el tiempo, se convertiría en el arquitecto preferido de Nicolás II y Alejandra, llegando a referirse el primero a Danini, como nuestro arquitecto.

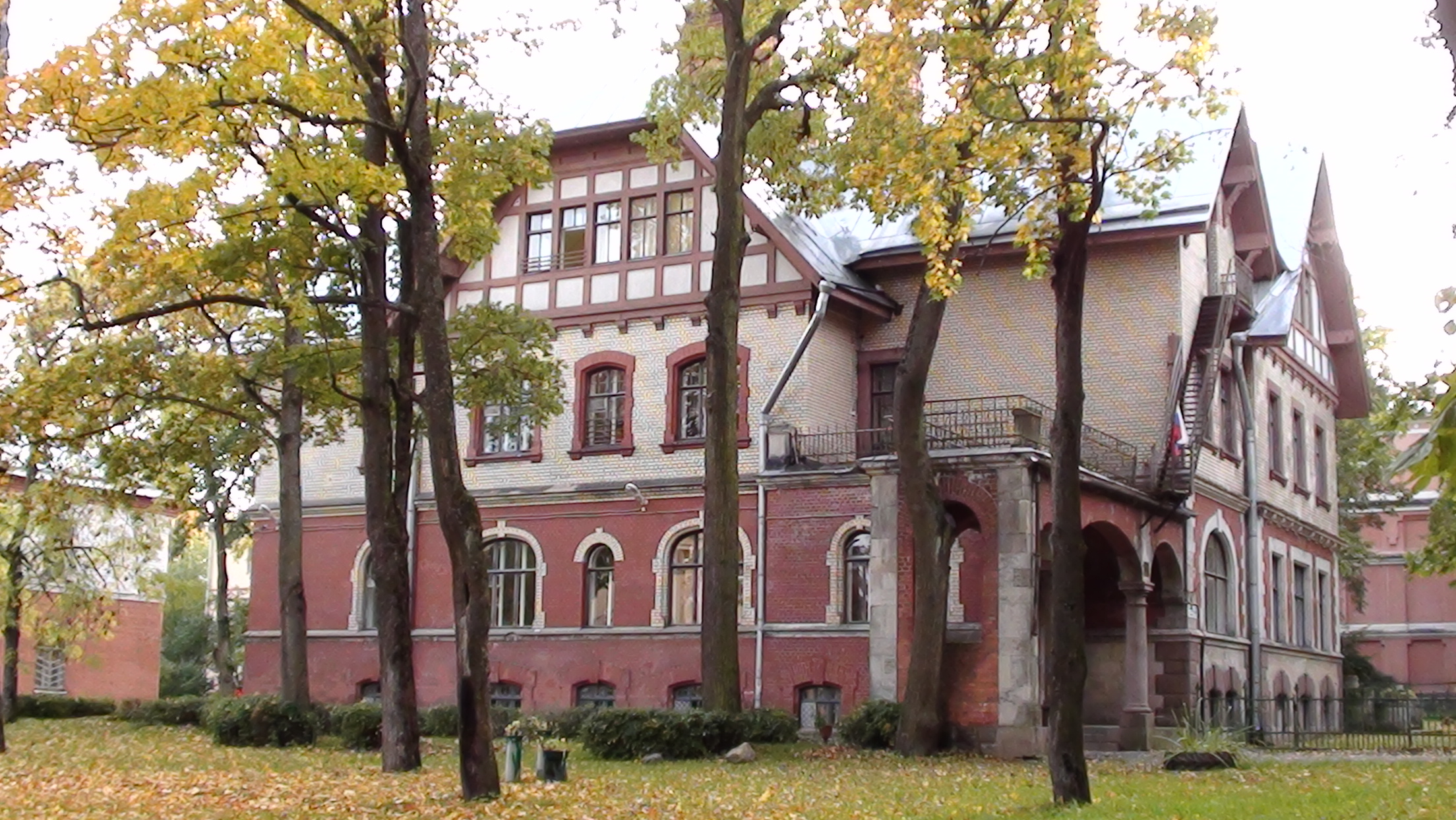
Casa Gudovich en Tsarkoye Selo, proyectada por Danini, 1905.

Durante su etapa como arquitecto en el Tsarkoye Selo imperial realizó hasta una treintena de edificios, tanto públicos como privados. Su estilo podría definirse como ecléctico, utilizando desde el neogótico (Estación eléctrica del Palacio de Alejandro) hasta el historicismo ruso (Convento e iglesia de la Comunidad de las Hermanas de la Cruz Roja). Durante la Primera Guerra Mundial colaboró con los hospitales establecidos e incluso llegó a ceder su casa de campo como hospital para veinte soldados.
Tras la revolución continuó realizando obras, especialmente de arquitectura e ingeniería civil.
Murió en 1942 durante el sitio de Leningrado, en el marco de la Segunda Guerra Mundial.

## Familia
En 1893 contrajo matrimonio con Vera Shtukenberg. Danini había conocido a Vera en 1892, durante una estancia en la residencia veraniega de su hermano, Camille. El matrimonio se celebró en la iglesia luterana de Santa Ana de San Petersburgo, por ser la novia luterana y el novio, católico. Fruto de esta unión nacieron cuatro hijos:
- Eugenio (Tsarkoye Selo, 25 de diciembre de 1895-1954) científico y profesor.
- Orestes (1896-¿?)
- Valentín (Tsarkoye Selo, 17 de abril de 1900-Novorosíisk, 1979) ingeniero encargado de la reconstrucción de Novorosíisk.
- Virginia (Tsarkoye Selo, 15 de junio de 1903-San Petersburgo, 1989) casada, en 1925, con Sergio Kvashnin-Samarin. Con descendencia.

## Órdenes y empleos

### Órdenes

#### Imperio ruso
- 28 de mayo de 1905: Caballero de cuarta clase de la orden de San Vladimiro.[Nota 1][1]
- Caballero de segunda clase de la Orden de San Estanislao.[1]
- Caballero de segunda clase de la Orden de Santa Ana.[1]
- Condecorado con la Medalla en memoria de Alejandro III, de plata.[1]
- Condecorado con la Medalla de la Coronación de Nicolas II, de plata.[1]
- Condecorado con la Medalla de los 300º aniversario de la dinastía Romanov, en bronce ligero.[1]

#### Extranjeras
- Caballero de la Orden del Sol y el León.[1] (Persia)
- Caballero de la Orden de la Corona de Rumania.[1] (Reino de Rumania)

### Empleos
- 1896-1917: Arquitecto de la Administración de los palacios de Tsarkoye Selo.[1]